# Klaus Baess
Klaus Baard Baess (ur. 10 listopada 1924 we Frederiksbergu, zm. 16 września 2018) – duński żeglarz, olimpijczyk, zdobywca brązowego medalu w regatach na letnich igrzyskach olimpijskich w 1948 roku w Londynie.
Na Letnich Igrzyskach Olimpijskich 1948 zdobył brąz w żeglarskiej klasie Dragon. Załogę jachtu Snap tworzyli również bracia William i Ole Berntsen.
Zajmował się następnie handlem używanymi jachtami oraz ich projektowaniem. Był twórcą serii Great Dane 28. Szwagier Lorne Loomera.